# Caprella concinna
Caprella concinna is een vlokreeftensoort uit de familie van de Caprellidae. De wetenschappelijke naam van de soort is voor het eerst geldig gepubliceerd in 1991 door Mateus & Mateus.